# Stark City
Stark City és una població dels Estats Units a l'estat de Missouri. Segons el cens del 2000 tenia 156 habitants.

## Demografia
Segons el cens del 2000, Stark City tenia 156 habitants, 59 habitatges, i 42 famílies. La densitat de població era de 501,9 habitants per km².
Dels 59 habitatges en un 32,2% hi vivien nens de menys de 18 anys, en un 59,3% hi vivien parelles casades, en un 6,8% dones solteres, i en un 28,8% no eren unitats familiars. En el 25,4% dels habitatges hi vivien persones soles el 13,6% de les quals corresponia a persones de 65 anys o més que vivien soles. El nombre mitjà de persones vivint en cada habitatge era de 2,64 i el nombre mitjà de persones que vivien en cada família era de 3,1.
Per edats la població es repartia de la següent manera: un 30,8% tenia menys de 18 anys, un 7,7% entre 18 i 24, un 28,2% entre 25 i 44, un 19,9% de 45 a 60 i un 13,5% 65 anys o més.
L'edat mediana era de 34 anys. Per cada 100 dones de 18 o més anys hi havia 111,8 homes.
La renda mediana per habitatge era de 25.000 $ i la renda mediana per família de 27.083 $. Els homes tenien una renda mediana de 29.375 $ mentre que les dones 21.875 $. La renda per capita de la població era de 13.311 $. Entorn del 13,3% de les famílies i el 15,9% de la població estaven per davall del llindar de pobresa.

## Poblacions més properes
El següent diagrama mostra les poblacions més properes.